# Génomique structurale
La génomique structurale (ou génomique structurelle) est une nouvelle discipline issue de la génomique (étude du matériel héréditaire des êtres vivants) [Quand ?].
Elle vise plus particulièrement à décrire systématiquement la structure tridimensionnelle de l'ensemble des protéines codées par un génome donné, en utilisant les techniques biophysiques de cristallographie aux rayons X et de RMN. Grâce au séquençage complet des génomes, on a en effet accès à la séquence de l'ensemble de leurs gènes, et l'étude de la structure des protéines correspondantes peut être réalisée plus rapidement.